# Inzell

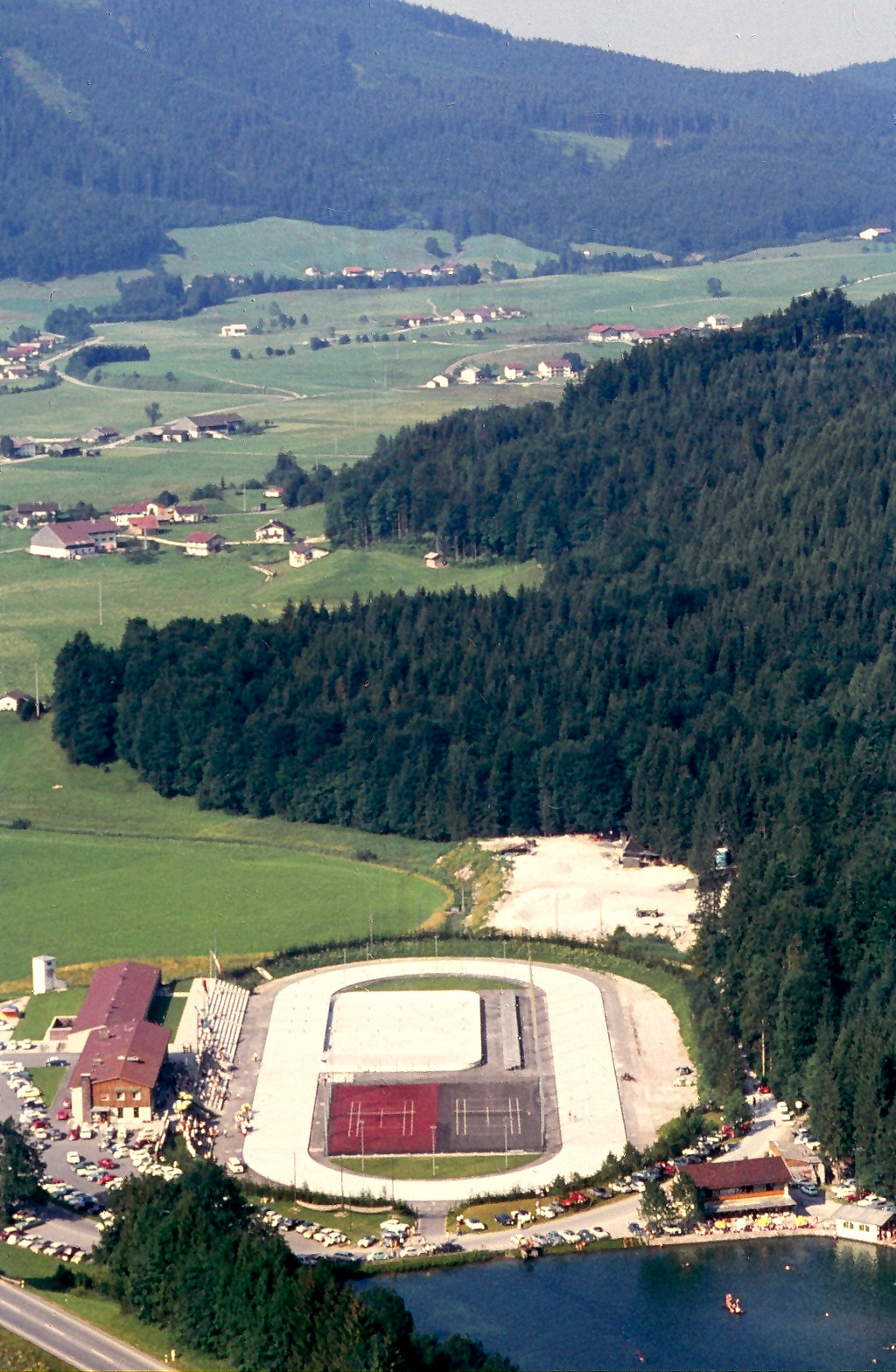
Rychlobruslařská dráha v Inzellu

Inzell je německá obec v jižní části zemského okresu Traunstein, ve správním obvodu Horní Bavory a spolkové zemi Bavorsko. K 31. prosinci 2008 měla 4484 obyvatel. Inzell je známý jako lázeňské místo i jako sportovní centrum především díky rychlobruslařské dráze.
První písemná zmínka o Inzellu pochází z roku 1177, kdy arcibiskup Konrád Salcburský věnoval nově vzniklému klášteru v Bad Reichenhallu „zboží a les zvaný Inzella“. V roce 1195 se díky stavbě kostela svatého Michaela stal Inzell centrem nové farností (předtím byl přifařen k Vachendorfu) a samostatným panstvím. Místní zámek byl zbořen v roce 1811 během sekularizace. Roku 1818 se Inzell při správní reformě stal samostatnou politickou obcí.
V letech 1959 a 1960 bylo blízké jezero Frillensee upraveno pro bruslení. Na tento čin navázala v letech 1963 až 1965 výstavba otevřené rychlobruslařské dráhy známé jako Eisstadion Inzell, Ludwig-Schwabl-Stadion a nyní Max Aicher Arena. Na tomto stadionu jsou pořádány oficiální rychlobruslařské závody, včetně mistrovství světa či Evropy. Pro mistrovství světa na jednotlivých tratích 2011 byla v období podzim 2009 – zima 2010 postavena nová krytá dráha na místě staré otevřené.